# Матео Максимов
Матео Максимов (фр. Matéo Maximoff; 17 січня 1917 — 24 листопада 1999) — один з найпопулярніших циганських письменників, а також пастор-євангелист. Першим переклав Біблію на циганську мову.

## Дитинство
Матео Максимов народився у сім'ї котляра — іммігранта і жінки-мануш у Барселоні. Мати Матео була двоюрідною сестрою Джанго Рейнарта.
У дитинстві Матео не відвідував школу. Читанню, письму, лічбі і сімейному ремеслу лудильника його навчив батько. Надалі Максимов по можливості поповнював свої знання. Крім того, батько умів підтримати розмову на 23 мовах і заохочував у дітях цікавість до мов. Він помер, коли Матео було 14 років. Мати на той час теж була мертвою (померла при пологах). Підліток фактично став главою сім'ї і годував своєю працею молодших братів і сестер.

## Зрілі роки
У 1936 році в Іспанії, де на той час проживали Максимови, почалась громадянська війна. З одного боку були націоналісти. Максимови вирішили шукати прихисток у Франції, де проживали родичі як матері Матео, так і його дружини.
У 1938 році Максимов потрапив до в'язниці внаслідок конфлікту між двома великими циганськими родинами. Адвокат на прізвище Ізорні звернув увагу на нього, як на грамотного і до того ж красномовного цигана, і попросив написати есе про суть конфлікту і про циганські звичаї, що мали до нього стосунок. Він збирався використовувати ці відомості при захисті. Матео виконав прохання.
На основі отриманого есе він написав повноцінну повість, згодом видану під назвою «Урсіторі».
Там таки, у в'язниці, Максимов значно поліпшив своє володіння грамотою.
У 1939 році, вступивши в війну, французький уряд звинуватив біженців з Іспанії (в основному це були цигани й євреї) у шпигунстві на користь нацистів і почав арештовувати їх та відправляти до концентраційного табору Гюр, біля іспанського кордону. Максимови були заарештовані навесні 1940 року.
Згодом, після окупації біженців розділили за національною ознакою. У серпні 1940 року циганів відправили до табору Тарб. У травні 1941 року Максимових інтерновано до Ланнмазану.
Французькі концентраційні табори відрізнялися від німецьких тим, що в них не ставилося за мету болісне знищення в'язнів. Однак умови проживання були настільки ж важкими. Ув'язнених не годували. Їм дозволялося виходити з табору (частина родини залишалася в заручниках), щоб знайти або заробити собі на харчування.
Тюремники говорили, що циган тримають у таборі за те, що вони «непотрібні бродяги». Тому Максимов був упевнений, що якщо йому вдасться опублікувати «Урсіторі», він і його родина будуть звільнені як корисні члени суспільства.
Для цієї мети Матео вдається отримати дозвіл на п'ять днів покинути табір. Він приїжджає до Парижа і розшукує Ізорні. Максимов оформлює на нього довіреність для того, щоб Ізорні міг підписувати за нього контракти. У 1942 році Ізорні підписав контракт з великим французьким видавничим домом «Фламмаріон». Однак повість «Урсіторі» опублікована видавництвом вже після війни, у 1946 році.
Після війни Матео Максимов, перший із циган у світі, подав до німецького суду позов з вимогою бути визнаним як жертва переслідувань за расовою ознакою. Його позов було задоволено лише через 14 років. Цей прецедент посприяв тому, що в 1982 році цигани були визнані жертвами гонінь за расовою ознакою. Втім, ООН досі не вважає циган жертвами геноциду.
Після війни Максимов, аж до самої смерті, пише книги, присвячені не тільки довоєнному життю циган, а й подіям Калі Траш. Всього за своє життя він написав одинадцять художніх книг, які перекладено на 14 мов світу, а також став співавтором етнографічної праці, присвяченої циганам.
У 1961 році Максимов став пастором-євангелістом. Він проповідував серед циган, вчив дітей з кочових таборів грамоті, переклав циганською мовою Новий Заповіт.

## Висловлювання
- Найвідоміша фраза Максимова:

|  | Я вважаю, що якби цигани були більш освічені, світ був би переповнений циганськими письменниками |

## Книги
в дужках зазначається дата першої публікації
- «Ангели долі» (1999)
- «Люди дороги» (1995)
- «Дороги без фургонів» (1993)
- «Світ, який не мій» (1992)
- «Угорка» (1987)
- «Лялька Мамеліги» (1986)
- «Засуджений до виживання» (1984)
- «Сьома дочка» (1979)
- «Цигани» (1959) етнографічна праця у співавторстві з Отто Деттвайлером
- «Савіна. Жорстока циганська історія, розказана цигану» (1957)
- «Ціна свободи» (1955)
- «Урсіторі» (1946)